# Lagune Banio
La lagune Banio est une lagune située au Gabon. Elle s’étire au sud-est de Mayumba sur une longueur de plus de 80 km et s'étend au sud presque jusqu'à la frontière de la République du Congo.
Près de l’embouchure lagunaire l’eau est salée à saumâtre, devenant douce au fur et à mesure que l’on s’avance à l’intérieur de la lagune.